# David Coste (Althistoriker)
David Coste (vollständiger Name David Albert August Conze, * 12. Juni 1853 in Gramzow; † 4. Dezember 1915 in Berlin-Wilmersdorf) war ein deutscher Althistoriker und Lehrer. Er unterrichtete an verschiedenen Gymnasien im Berliner Raum und war von 1896 bis zu seinem Tod Direktor des Bismarck-Gymnasiums in Wilmersdorf bei Berlin. Unter seinen wissenschaftlichen Veröffentlichungen sind besonders die Übersetzungen der spätantiken Historiker Ammianus Marcellinus, Prokopios von Caesarea und Isidor von Sevilla hervorzuheben.

## Leben
David Coste stammte aus einer Hugenottenfamilie, die seit dem 18. Jahrhundert in Magdeburg ansässig war. Sein Vater Adolph Coste (1823–1876) war von 1852 bis 1854 Prediger der französisch-reformierten Gemeinde in Gramzow in der Uckermark, seine Mutter Henriette Charlotte Fournier (1832–1908) stammte ebenfalls aus einer Hugenottenfamilie. David Coste besuchte das Marienstiftsgymnasium in Stettin und legte dort am 5. April 1870 die Reifeprüfung ab. Anschließend studierte er Geschichte und Klassische Philologie an den Universitäten zu Greifswald, Berlin und Straßburg. Am 2. Mai 1873 forderte Coste in Straßburg Otto Mohr, Mitglied im Corps Rhenania Tübingen, wegen Ehrverletzung zu einem Pistolenduell heraus. Coste traf seinen Kontrahenten, welcher der Schusswunde erlag. Coste verbrachte bis zu seinem Freispruch am 26. Juli in Festungshaft. Paul Felisch, Admiralitätsrat und Mitglied der Studentenverbindung Leonensia, berichtet in seinen Memoiren vom Pistolenduell: Als die Mitglieder der Rhenania ihren Corpsbruder mit ihren Verbindungsfarben Blau-Weiß-Rot beisetzten, hätten französische Zeitungen berichtet, dass es sich beim Begräbnis um eine französische Demonstration gehandelt hätte. Coste, so Felisch, habe „vom Untersuchungsgefängnisse aus sein philosophisches Doktorexamen“ ablegen können und wurde im Juli 1873 an der Universität Tübingen zum Dr. phil. promoviert. Ein Auszug seiner Dissertation über die Schlacht bei Wimpfen (1622) erschien ein Jahr später in der Historischen Zeitschrift. Am 10. März 1875 bestand Coste das Lehramtsexamen in den Fächern Latein, Griechisch, Geschichte und Geographie (für alle Klassen), Religion und Deutsch (bis Unterstufe II) und Französisch (bis Quarta).
Vom 1. April 1875 bis zum 1. April 1876 leistete Coste seinen Militärdienst beim 2. Garde-Regiment zu Fuß in Berlin ab. Auch später nahm er als Reserveoffizier an Kursen und Übungen beim 4. Garde-Regiment zu Fuß in Berlin teil, wurde mehrmals ausgezeichnet und 1878 zum Secondeleutnant und 1888 zum Oberleutnant befördert; 1892 erhielt er seinen Abschied. Vom 1. April 1876 bis zum 1. April 1877 absolvierte er das Probejahr am Königlichen Französischen Gymnasium in Berlin. Zum 1. Oktober 1877 ging er als ordentlicher Lehrer an das Friedrichswerdersche Gymnasium und zum 1. April 1879 an das Askanische Gymnasium, wo er elf Jahrelang wirkte. In dieser Zeit beschäftigte er sich intensiv mit der Geschichte der Spätantike und veröffentlichte Übersetzungen der Historiker Ammianus Marcellinus, Prokopios von Caesarea und Isidor von Sevilla. Zu seinen Kollegen am Askanischen Gymnasium zählten unter anderem der Direktor Woldemar Ribbeck und der Oberlehrer Max C. P. Schmidt, die ebenfalls wissenschaftlich tätig waren.
Zum 1. Oktober 1890 ging Coste als Oberlehrer an das neu gegründete West-Gymnasium in Berlin-Schöneberg, das 1893 zum Prinz-Heinrichs-Gymnasium umbenannt wurde. Bei der Einweihung des Gymnasiums am 18. Oktober 1893 wurde er zum Professor ernannt. Auch am Prinz-Heinrichs-Gymnasium gehörte Coste einem wissenschaftlich gut ausgewiesenen Kollegium an: Der Schulleiter Otto Richter und die Oberlehrer Alfred Brueckner und Paul Graffunder waren als Archäologen ausgewiesen, Peter Corssen als Philologe und Textkritiker, Emil Engelmann als Lokalhistoriker und Heimatforscher und Bernhard Kübler als Rechtshistoriker.
Zum 1. April 1895 wurde Coste zum Leiter der Höheren Knabenschule in Deutsch-Wilmersdorf bei Berlin ernannt. Diese Schule wurde im folgenden Jahr zum Gymnasium erhoben und Coste zum 1. Oktober 1896 zum Gymnasialdirektor ernannt. Im Schuljahr 1897/98 wurde die Schule in „Bismarck-Gymnasium“ umbenannt; im selben Jahr bezog die Schule auch ein neues Gebäude, in dem heute das Goethe-Gymnasium untergebracht ist. Im Zuge der allgemeinen Bevölkerungsentwicklung nahm die Schülerzahl des Bismarck-Gymnasiums stetig zu. Coste erhielt für seine Leistungen staatliche Auszeichnungen, darunter den Roten Adlerorden 4. Klasse (1894), die Ernennung zum Geheimen Studienrat (20. Dezember 1913) und den Adler der Ritter des Hohenzollernschen Hausordens (1914).
Coste engagierte sich auch außerhalb der Schule für das Gemeinwesen. Er war ab dem 26. April 1906 Mitglied der Kreissynode und ab dem 1. April 1907 Stadtverordneter. Er starb am 4. Dezember 1915. Einen Nachruf veröffentlichte sein Weggefährte Peter Corssen, der ab 1898 auch Costes Kollege am Bismarck-Gymnasium war.
Frau Frieda geb. Hanssen, die er am 5. Oktober 1882 geheiratet hatte, hatte Coste vier Töchter. Die älteste, Anne-Marie (* 1883), heiratete 1948 den Mathematiker Ernst Jacobsthal.

## Schriften (Auswahl)
- Die Schlacht bei Wimpfen und die vierhundert Pforzheimer. Tübingen 1873 (Dissertation)
  - Im Auszug veröffentlicht unter dem Titel: Die vierhundert Pforzheimer. In: Historische Zeitschrift. Band 32 (1874), S. 23–48
- Auszüge aus Ammianus Marcellinus. Leipzig 1879 (Geschichtschreiber der deutschen Vorzeit. Zweite Gesamtausgabe 3)
- Prokop, Vandalenkrieg. Leipzig 1885. 3., neubearbeitete Auflage 1913
- Prokop, Gothenkrieg. Nebst Auszügen aus Agathias, sowie Fragmenten des Anonymus Valesianus und des Johannes von Antiochia. Leipzig 1885. 2., unveränderte Auflage 1903
- Isidors Geschichte der Gothen, Vandalen, Sueven nebst Auszügen aus der Kirchengeschichte des Beda Venerabilis. Leipzig 1887. 3. Auflage 1909
- Versuche einer freieren Gestaltung des Unterrichts in Prima. 2 Teile, Wilmersdorf 1907–1908